# カイオーロ
カイオーロ（伊: Caiolo）は、イタリア共和国ロンバルディア州ソンドリオ県にある、人口約1,100人の基礎自治体（コムーネ）。

## 地理

### 位置・広がり
ソンドリオ県中部に位置するコムーネ。県都ソンドリオから西南西へ5km、モルベーニョから東へ20km、州都ミラノから北北東へ91kmの距離にある。

#### 隣接コムーネ
隣接するコムーネは以下の通り。BGはベルガモ県所属を示す。
- アルボザッジャ
- カローナ (BG)
- カスティオーネ・アンデヴェンノ
- チェドラスコ
- フォッポロ (BG)
- ピアテーダ
- ポスタレージオ
- ソンドリオ

### 地勢・地形
- 河川：アッダ川

### 地震分類
イタリアの地震リスク階級 (it) では、3 に分類される
。

## 行政

### 山岳部共同体
広域行政組織である山岳部共同体「ヴァルテッリーナ・ディ・ソンドリオ山岳部共同体」 (it:Comunità montana della Valtellina di Sondrio) （事務所所在地: ソンドリオ）を構成するコムーネの一つである。

### 分離集落
カイオーロには、以下の分離集落（フラツィオーネ）がある。
- Bachet, Palù, Pessina, San Bernardo